# 7636 Comba
A 7636 Comba (ideiglenes jelöléssel 1984 CM) a Naprendszer kisbolygóövében található aszteroida. Edward L. G. Bowell fedezte fel 1984. február 5-én.